# کاهش فوکویاما
کاهش فوکویاما (انگلیسی: Fukuyama reduction) گونه‌ای از واکنش اکسایش و کاهش آلی است که طی آن یک تیواستر در حضور یک سیلیل هیدرید و کاتالیزور پالادیم به یک آلدهید تبدیل می‌شود. این واکنش نخستین بار توسط شیمیدان ژاپنی توهرو فوکویاما در سال ۱۹۹۰ توصیف گردید.

## سازوکار واکنش
سازوکار واکنش اولیه این واکنش به صورت زیر است:
- اکسایش افزایشی:
{\displaystyle {\ce {{R-C(O)-SR}+ Pd^0 -> RC(O)-Pd^{II}-SR}}}
- انتقال فلز:
{\displaystyle {\ce {{RC(O)-Pd^{II}-SR}+R3SiH->{RC(O)-Pd^{II}-H}+R3Si-SR}}}
- Reductive elimination:
{\displaystyle {\ce {RC(O)-Pd^{II}-H -> {RC(O)-H}+ Pd^0}}}